# دالة كسرية

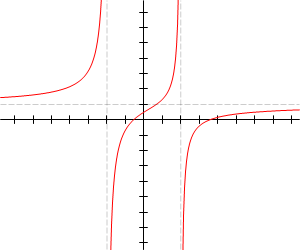

في الرياضيات، الدالة الكسرية (بالإنجليزية: Rational function)‏ هي أي دالة يمكن كتابتها في صورة نسبة بين دالتين متعددتي الحدود. لا يشترط أن تكون معاملات متعددتي الحدود ولا قيم الدالة كسورا.

## تعريفات
يقال عن الدالة (f(x كسريةً إذا أمكن كتابتها على الصورة
{\displaystyle f(x)={\frac {P(x)}{Q(x)}}}
حيث Q وP متعددتا حدود.

## الجبر التجريدي ومفاهيم هندسية

### الدوال الكسرية العقدية
في التحليل العقدي دالة كسرية هي :
{\displaystyle f(z)={\frac {P(z)}{Q(z)}}}